# Орентије, Фарнакије, Ерос, Фирмос, Фирмин, Киријак и Лонгин
Свети мученици Орентије, Фарнакије, Ерос, Фирмос, Фирмин, Киријак и Лонгин су хришћански светитељи. Ових седам мученика су били рођена браћа и римски војници за време владавине цара Максимијана (284—305). Када су Римљани ратовали против Скита на Дунаву, свети Орентије је изашао на мегдан скитском голијату Мароту и убио га. Због тога је цела римска војска приносила жртве боговима, али Орентије је са браћом изјавио, да су они хришћани и да не могу приносити жртве глувим и немим идолима. Без обзира на њихове војничке заслуге, осуђени су на прогонство у Каспијске пределе, али путем је све седморо, један за другим, од глади и мука преминуло.
Српска православна црква слави их 24. јуна по црквеном, а 7. јула по грегоријанском календару.